# Christine Taylor
Christine Joan Taylor-Stiller (Allentown, Pensilvânia,  30 de julho de 1971) é uma atriz norte-americana.

## Biografia
Casou-se com o ator Ben Stiller em 13 de maio de 2000. Ambos foram casados até Maio de 2017, e tiveram dois filhos: Ella Olivia nascida em 10 de abril de 2002 e Quinlin Dempsey nascido em 10 de julho de 2005. Mais tarde, o casal se reconciliou após morarem juntos durante a pandemia. Atuou em quatro filmes junto com o marido.

## Filmografia
- Licença para Casar (2007), Lindsey Jones
- Quarto Seis (2006)
- Com a Bola Toda (2004)
- Arrested Development (2003), Sally Sitwell
- Zoolander (2001)
- Curb Your Enthusiasm (2000), Christine Taylor
- Tudo Sobre Sexo (1998), Sammie
- Afinado no Amor (1998), Holly
- Entrega em domicílio(BR) ou Direito por encomenda(PT) (1998), Kimberly Jasney
- Contos da Meia-Noite (1997)
- Jovens Bruxas (1996)
- A Magia do Tempo (1996)
- A Volta da Família Sol, Lá, Si, Dó (1996), Marcia Brady
- A Família Sol, Lá, Si, Dó (1995), Marcia Brady
- Ellen (1994), Karen Lewis
- "Showdown" (1993), Julie.
- Friends (1997), Bonnie.
- Seinfeld (1997), Ellen
- Night of the Demons 2 (1994)

Em 9 de fevereiro de 2006, Taylor fez uma participação especial na série My Name Is Earl, no episódio "The Professor".
Também fez recentemente uma participação em Hannah Montana Forever, como Lori, namorada de Robbie Ray.